# Белокрила кръсточовка
Белокрилите кръсточовки (Loxia leucoptera) са вид птици от род Кръсточовки.
Дължината на тялото им е 15 cm. По оперение много приличат на обикновените кръсточовки с тази разлика, че върху крилата се различават две характерни бели ивици. При този вид птици се наблюдава полов и възрастов диморфизъм.
Белокрилите кръсточовки се срещат в иглолистни и широколистни гори в Европа, но не са разпространени в България.